# リス・アラマン

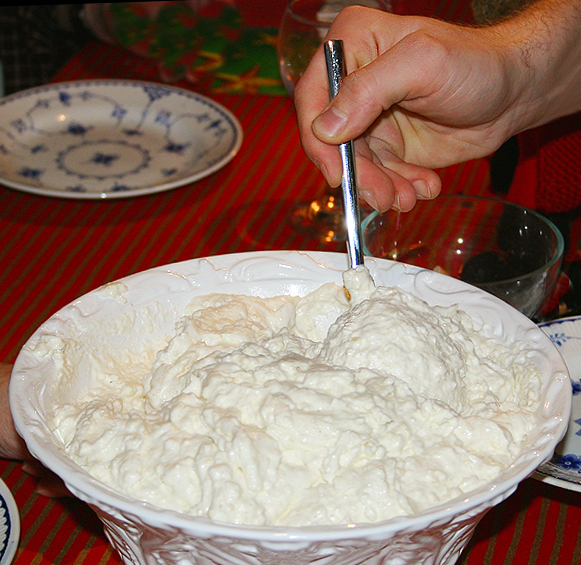
リス・アラマン

リス・アラマン（riz à l'amande）はデンマークの粥にしたコメを用いたデザート。多くのデンマークの家庭では、伝特的にクリスマスイブに食されている。フランス語で「アーモンド入りライス」の意だが、フランスではあまり食されていない。   

## 歴史
リス・アラマンは1900年頃からブルジョワ階級の家庭でライスプディングの代わりにクリスマスにチェリーソースをかけたブランチとして食され始めた。それ以前のデンマークでは、輸入されたコメとシナモンは高級品であった。 
第二次世界大戦中の配給期間には、リス・アラマンはデンマークのクリスマスで最も人気のデザートになった。 当時はコメとシナモンが不足しているため、主婦はホイップクリームや代替品を追加することで節約して作っていた。 リス・アラマンにはアーモンドが1粒入っている。しかし当時はアーモンドが不足しており、アーモンドなしではリス・アラマンを作れないと考えている人々も多かったが、アーモンドをボタンで置き換える作る人々もいた。 
アーモンドの贈り物の伝統は、16世紀のフランスの習慣に由来すると考えられている。公現節に食されるガレット・デ・ロワにはフェーヴェ（fève、フランス語でソラマメの意）という小さな陶器の人形が入っており、その風習に近い。アーモンドが入ったリス・アラマンを食した者は、アーモンドの贈り物を手に入れることができる（後述）。 
デンマークでアーモンドの贈り物がいつから始まったのかは不明だが、ソラマメがアーモンドに、ガレット・デ・ロワがライスプディングに置き換わったのは1800年頃と考えられている。

## 料理
リス・アラマンは、コメ、牛乳、砂糖、バニラ、ホイップクリーム、アーモンドを用いて作られる。 
まず、牛乳（または水）とコメを調理して粥にする。冷めたら、ホイップクリームと細かく砕いたアーモンドを混ぜ、砂糖とバニラで味を調える。料理には、チェリーソースが付いている。 
デンマークにおけるクリスマスの伝統にしたがって、丸ごとのアーモンドを1粒だけ入れる。アーモンドを食した人は「アーモンドの贈り物」を手に入れることができる。 多くのデンマークの家庭では、マジパンまたはチョコレートでできた豚や、本、漫画がアーモンドの贈り物とされる。 

## スウェーデンにおけるリス・アラマン
スウェーデンではコメとしてマルタ米を用い、チェリーソースの代わりにマンダリンオレンジの瓶詰めが用いられており、 オレンジライスと呼ばれている。 
アーモンドの贈り物もデンマークのものとは異なり、スウェーデンではアーモンドを受け取った人は1年以内に結婚を求めるという伝統がある。 